# Granvedblomfluga
Granvedblomfluga (Xylota triangularis) är en tvåvingeart som beskrevs av Zetterstedt 1838. Granvedblomfluga ingår i släktet vedblomflugor, och familjen blomflugor.
Artens utbredningsområde är Sverige. Enligt den finländska rödlistan är arten sårbar i Finland. Arten är reproducerande i Sverige. Inga underarter finns listade i Catalogue of Life.